# Retrofylum
Retrofylum (Retrophyllum) je rod jehličnatých dřevin z čeledi nohoplodovitých. Zahrnuje 5 recentních druhů s disjunktním areálem na jižní polokouli, konkrétně v Papuasii a Jižní Americe. Jsou to vesměs stálezelené stromy vyrůstající v tropických deštných pralesích a mlžných lesích. Název rodu je vytvořen z latinského retro (zpět, naopak) a řeckého phyllos (list) a vztahuje se k unikátní morfologii listů, které jsou na jedné straně větvičky otočeny svrchní stranou vzhůru a na druhé naopak dolů.

## Popis

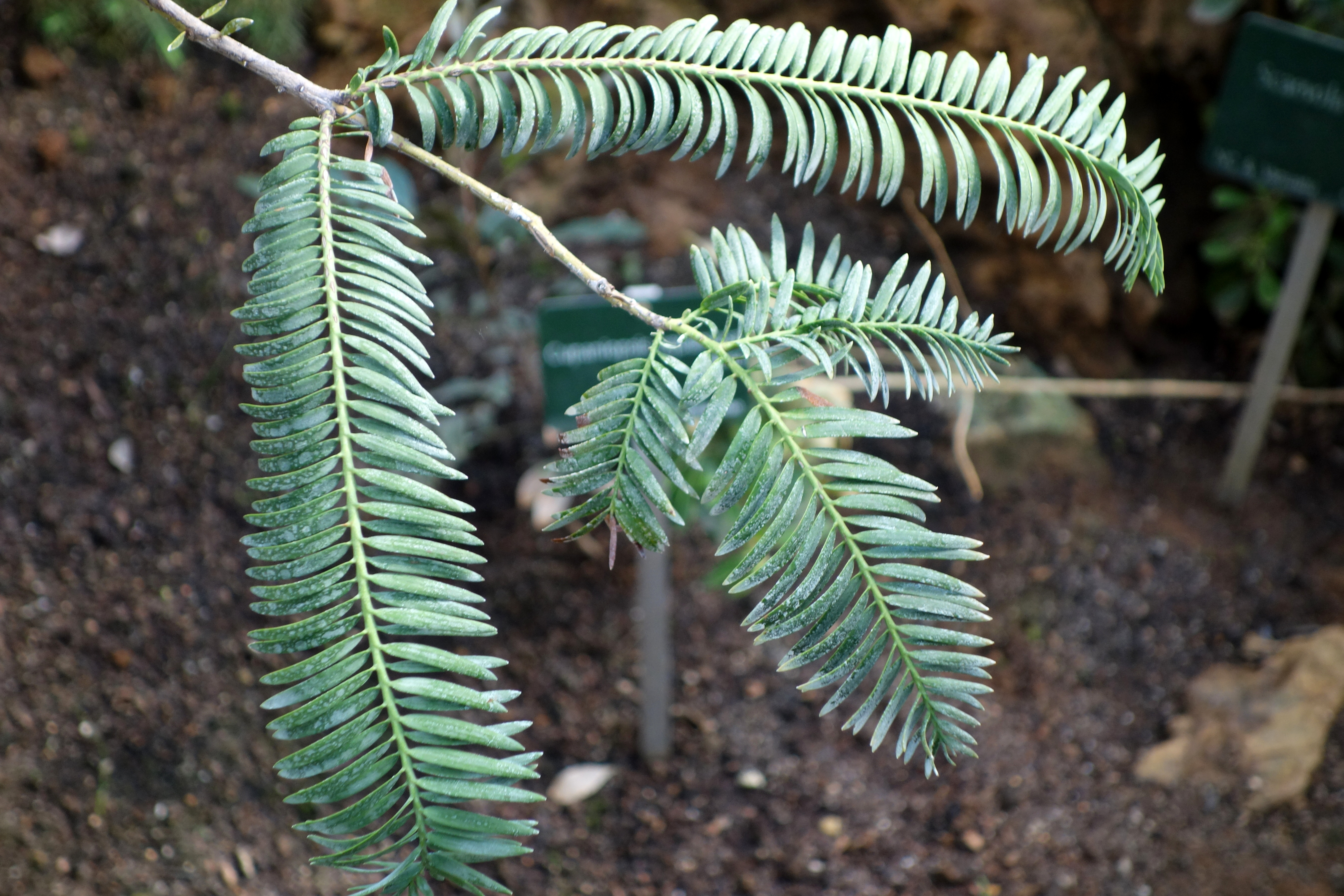
Detail větévky s dvojřadě uspořádanými přetočenými listy

Zástupci rodu retrofylum jsou stálezelené stromy, velikosti od trpasličích po vysoce vzrůstné; některé dorůstají výšek přes 40, výjimečně až 60 metrů. Listy i šištice obsahují pryskyřičné kanálky. Borka je zprvu jemná a hladká, později rozpraskává a v plátech se odlupuje.
Listy jsou ploché, kopinatého až úzce vejčitého tvaru, se sbíhavou bází a rozšířenou čepelí, plodné větve mohou však mít olistění též z drobných přitisklých šupin. Uspořádány jsou v zásadě spirálovitě, jejich řapíky jsou však stočeny takovým způsobem, že listy formují téměř vstřícné až křižmostojné páry, na bočních větvích jsou uspořádány dvouřadě. Tyto listy jsou přitom na řapících otočeny tak, že jedna řada je otočena svrchní stranou vzhůru, zatímco protilehlá řada jehlic směřuje svrchní stranou dolů. Uprostřed mají listy nápadné žebro, průduchy jsou umístěny na obou površích.
Jedná se o dvoudomé dřeviny, samčí a samičí šištice vyrůstají na odlišných jedincích. Samčí (pylové) šištice jsou boční či terminální, složené z mnoha spirálně uspořádaných mikrosporofylů a vyrůstají na lysých stopkách jednotlivě či po několika. Samičí šištice se vyvíjejí z úžlabních pupenů, jednotlivě nebo v párech. Skládají se z několika sterilních semenných šupin na bázi, které jsou srostlé, a jediné plodné (fertilní) semenné šupiny na vrcholu, s jedním zárodečným vakem. Jediné semeno je ve zralosti pokryté dužnatým obalem (epimatiem), takže vzhledově připomíná peckovici; může nabývat různých tvarů (oválného, hruškovitého) a barev (červené, fialové či hnědočervené).

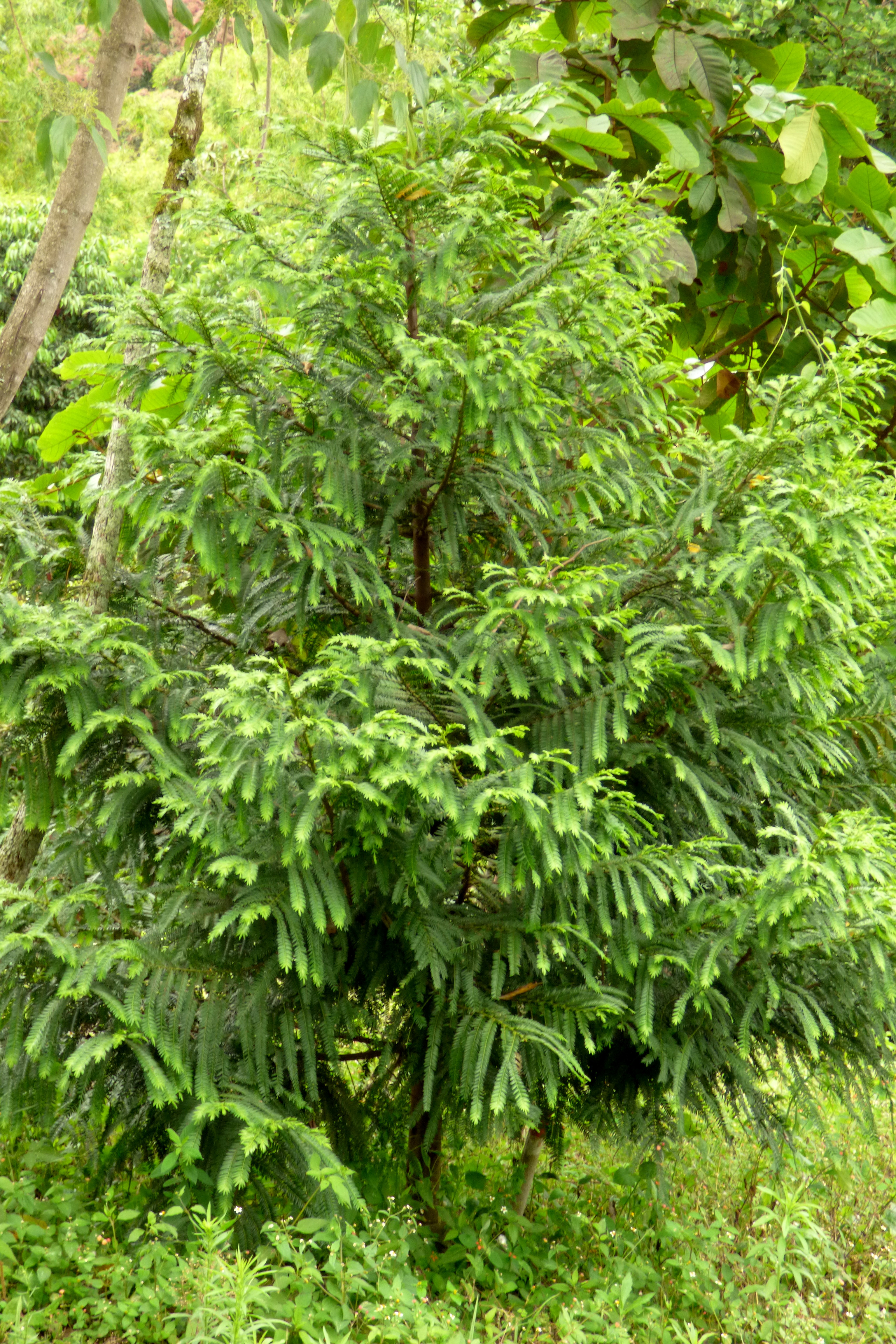
Mladý jedinec, Retrophyllum rospigliosii

## Rozšíření a ekologie
Rod má disjunktní (nespojité) rozšíření na jižní polokouli. Jeho areál zahrnuje jednak Molucké ostrovy v Indonésii, Novou Guineu a několik dalších přilehlých ostrovů, Fidži, Novou Kaledonii a Vanuatu v Tichomoří, jednak části Brazílie, Kolumbie, Ekvádoru, Venezuely a Peru v Jižní Americe. Obvykle vyrůstají v nížinných i horských tropických deštných a mlžných lesích, často jako nadúrovňové stromy převyšující zápoj korun; druh Retrophyllum minus s nápadně ztloustlými bázemi kmene se vyskytuje v Nové Kaledonii v pobřežních a jezerních oblastech na ultramafických půdách, obvykle přímo ve vodě.

## Zástupci
Je rozlišováno pět recentních zástupců rodu:
- Retrophyllum comptonii – Nová Kaledonie
- Retrophyllum minus – Nová Kaledonie (jihovýchodní cíp ostrova)
- Retrophyllum piresii – západní Brazílie, stát Rondonia
- Retrophyllum rospigliosii – Brazílie, Kolumbie, Ekvádor, Venezuela, Peru
- Retrophyllum vitiense – Indonésie, Nová Guinea, Tichomoří; typový druh

Díky nápadné morfologii listů a kůry se v zachovalém stavu jedná o velmi dobře identifikovatelmou fosilii. Nálezy udávají, že během kenozoika byl rod rozšířen také v Argentině, v Austrálii a na Novém Zélandu, posléze zde však vyhynul. Taxonomicky byla většina jeho zástupců v minulosti řazena do rodu Nageia, z něhož byl vydělen až roku 1989. Později byl samostatně prokázán jako monofyletický, formující sesterský klad k rodům Nageia a Afrocarpus.